# Planta bienal
Uma planta bienal é aquela que demora 24 meses para completar o seu ciclo biológico.

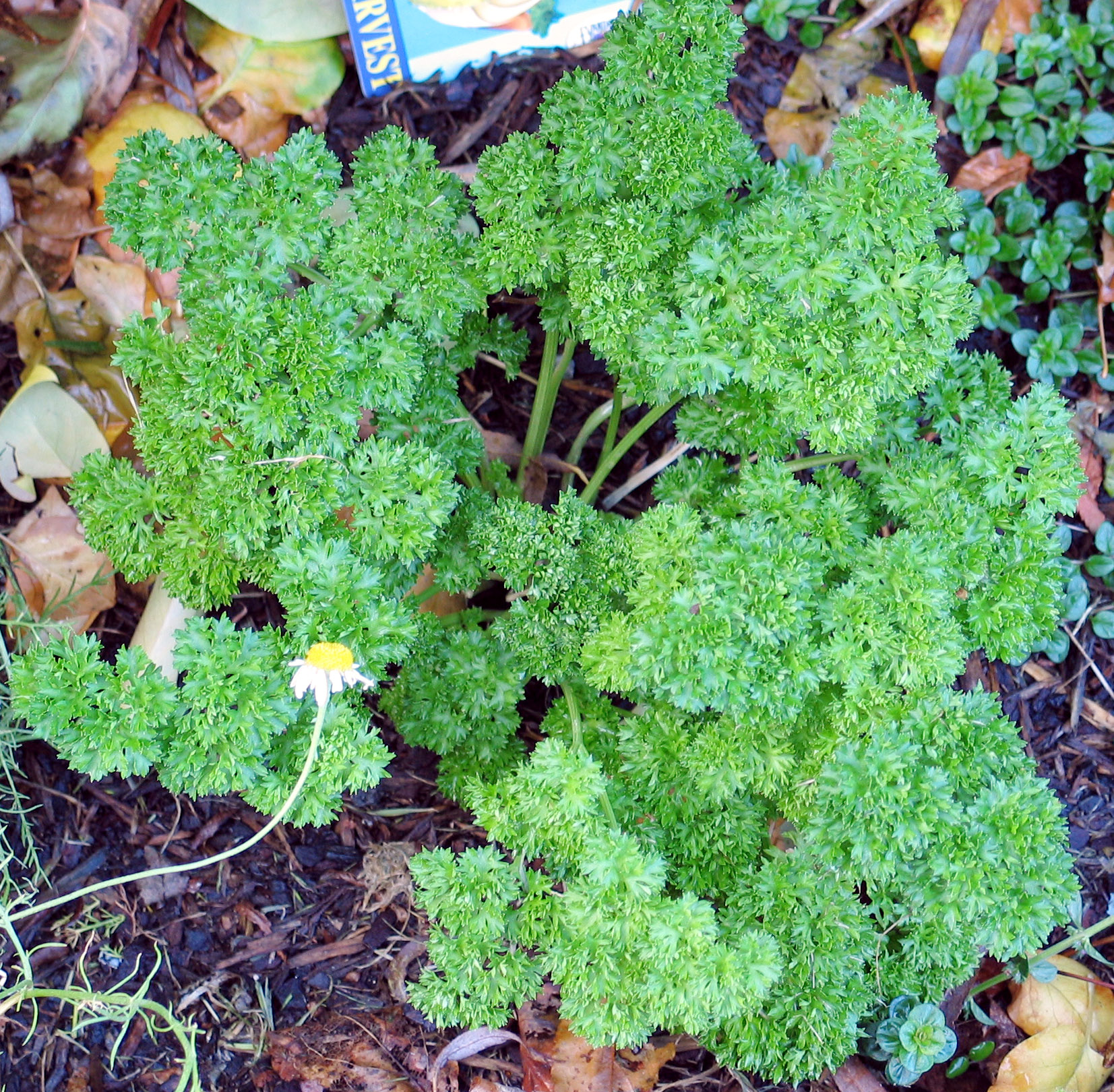
A salsa é uma planta bienal

Estas plantas crescem vegetativamente no primeiro ano enquanto que no segundo florescem e dão frutos.
Há muitas mais espécies de ciclo anual ou perenes do que bienais.
Normalmente no primeiro ano a planta emite galhos muito curtos, adquirindo a forma radial de roseta. Deste modo alcança a máxima fronde (ramagem) antes de começar a etapa reprodutiva.
Habitualmente, as plantas bienais necessitam do estímulo do frio para poderem florescer, processo que se denomina vernalização.
No segundo ano, na primavera, cresce o galho que porta as flores (popularmente diz-se que a planta espiga). Nas espécies agrícolas, como o espinafre ou a cenoura por exemplo, esse crescimento do galho floral impossibilita continuar com os cortes para o mercado, já que a planta se torna fibrosa e perde qualidade.
As plantas bienais que se criam em determinadas condições ambientais, ou com tratamentos de hormonas vegetais, podem completar o seu ciclo num só ano. Por exemplo, se se plantam espinafres no início do verão, o galho floral surge ao cabo de poucas semanas, devido à maior exposição à luz.